# Anna d'Arpajon
Anna d'Arpajon (Anne Claude Louise d'Arpajon; 4. března 1729 – 27. června 1794) byla francouzská aristokratka a dvorní dáma francouzské královny Marie Leszczyńské a Marie Antoinetty. Marie Antoinetta jí pro její naléhání, aby se dvorní etiketa neměnila ani neignorovala, říkala "Madame Etiquette".

## Rodina a původ
Její otec, Louis de Sévérac, markýz z Arpajon-sur-Cère (1667–1736), v roce 1720 koupil markrabství Saint-Germain-lès-Châtres a Filip II. Orleánský (regent za Ludvíka XV.) mu udělil povolení k přejmenování na Saint-Germain-lès-Arpajon a jeho usídlení v Arpajonu. Její matka, Anne Charlotte Le Bas de Montargis, byla dvorní dámou vévodkyně de Berry, regentovy dcery. Anna se 27. listopadu 1741 provdala za Philippa de Noailles, pozdějšího maršála Francie. Noailles byla jednou z předních francouzských rodin.

## Dvořanka
V roce 1763 se Anna stala dame d'honneur královny Marie Leszczyńské a v roce 1770 získala toto postavení u nové dauphinky Marie Antoinetty po jejím příjezdu do Francie. S Marií Antoinettou se setkala na hranicích, kde byla součástí francouzského doprovodu a byla zodpovědná za její dvůr a chování ve Versailles. Marii Antoinettě se velmi nelíbila, protože jí bránila dělat věci, které se jí líbily s ohledem na dvorní etiketu, čímž si získala přezdívku Madame Etiquette. V roce 1774, když se Marie Antoinetta stala francouzskou královnou, hraběnku z Noialles propustila a tím ji přiměla, aby se stala součástí opozice vůči královně a královým tetám.

## Francouzská revoluce
Hraběnka Anna a její manžel Filip byli gilotinováni během Velké francouzské revoluce 27. června 1794. Mnoho jejích příbuzných potkal stejný osud. 22. července 1794 byly gilotinovány vdova, snacha a vnučka Filipova bratra Ludvíka de Noailles. Ludvíkova další vnučka, Adrienne de La Fayette, manželka markýze de La Fayette, byla zachráněna intervencí amerického ministra ve Francii, Jamese Monroea. Gilotinovaní šlechtici byli pohřbeni na hřbitově Picpus, který je také posledním odpočinkem markýze a markýzy de La Fayette.

## Potomci
- 1. Luisa Šarlota de Duras (23. 8. 1745 Paříž – 12. 2. 1832 tamtéž), dvorní dáma královny Marie Antoinetty v letech 1770–1791, autorka memoárů[1][2]
⚭ 1760 Emmanuel-Céleste de Durfort (28. 8. 1741 Paříž – 20. 3. 1800 Londýn), 5. vévoda z Durasu[3][4]
- 2. Charles Adrien de Noailles (1. 4. 1747 Paříž – 7. 12. 1747 tamtéž), princ z Poix[5]
- 3. Louis Philippe de Noailles (10. 7. 1748 Paříž – 6. 3. 1750 tamtéž), princ z Poix[6]
- 4. Daniel François Marie de Noailles (21. 10. 1750 Paříž – 16. 11. 1752 tamtéž), markýz z Noailles, později princ z Poix[7]
- 5. Filip Ludvík de Noailles (21. 12. 1752 Paříž – 15. 2. 1819 tamtéž), hrabě de Noailles, vévoda de Mouchy[8]
⚭ 1767 Anna Louisa de Beauvau-Craon (1. 4. 1750 – 20. 11. 1834)[9]
- 6. Louis Marc Antoine de Noailles (17. 4. 1756 Paříž – 6. 1. 1804 Havana), vikomt de Noailles[10][11]
⚭ 1773 Anna de Noailles (11. 11. 1758 Paříž – 22. 7. 1794 tamtéž)[12][13]

## V populární kultuře
Annu d'Arpajon ztvárnila ve filmu Marie Antoinette z roku 2006 australská herečka Judy Davisová a ve filmu Marie Antoinette z roku 1938 americká herečka Cora Witherspoon.